# Harold Pinter
Harold Pinter (n. 10 octombrie 1930, Londra - d. 24 decembrie 2008, Londra) a fost un scriitor, actor și regizor de teatru evreu englez, unul din cei mai renumiți dramaturgi ai literaturii engleze contemporane. A scris pentru teatru, emisiuni de radio și televiziune, precum și scenarii de filme. Multe din primele sale opere aparțin teatrului absurd. Este laureat al Premiului Nobel pentru literatură pe anul 2005.

## Viața și opera
Harold Pinter s-a născut în 1930 în Hackney, Londra, tatăl său fiind un croitor evreu. În vârstă de 9 ani este evacuat din cauza războiului la Cornwall și se întoarce în Londra abia în 1944. Studiază o scurtă perioadă de timp la Royal Academy of Dramatic Art (en. „Academia Regală de Artă Dramatică”) din Londra. Refuză să facă serviciul militar și, începând din anul 1950, timp de 10 ani, întreprinde turnee în diferite orașe din Marea Britanie cu diverse ansambluri teatrale. În 1950, tânărul Pinter publică prima sa poezie. Se căsătorește în 1956 cu actrița Vivien Merchant, de care se desparte în 1980, pentru a se recăsători cu scriitoarea Antonia Fraser, fiica lordului Longford.
În 1957 scrie prima sa piesă de teatru într-un act, "The Room" ("Camera"), în care descrie amenințările lumii exterioare în sfera intimă aparent liniștită a unui personaj, în spiritul teatrului lui Samuel Beckett, piesă care este reprezentată în premieră în același an. Urmează "The Birthday Party" ("Sărbătorirea zilei de naștere", 1958), "The Caretaker" ("Îngrijitorul casei", 1960). Piesa "The Homecoming" ("Întoarcerea acasă", 1965) înregistrează un deosebit succes și marchează consacrarea lui ca autor dramatic. Și în această piesă, tema principală este nesiguranța omului asaltat de forțe necunoscute și dificultățile comunicării între oameni. Dialogurile sale descriu greutățile de înțelegere, marcate prin pauze îndelungate în cursul conversațiilor, tăcerile fiind un element important în creșterea tensiunii dramatice. Aparentele refugii în lumea visului alcătuiesc clișee de viață ale protagoniștilor.
Se poate riposta că nu teatrul său este absurd, ci condițiile în care trăiesc personajele sale. Adesea acestea nu știu ce scopuri urmăresc. Ultima replică a bătrânului Davies din piesa The Caretaker, retras în siguranță într-o cameră străină, trădează cât de fragilă este conștiința de sine chiar în situația unui învingător al unui conflict interuman: "Acum, ce am de făcut? Unde să mă îndrept?"
În ultimii ani, Pinter s-a angajat și pe tărâm social și politic. În 1985 întreprinde o călătorie în Turcia împreună cu scriitorul american Arthur Miller, unde intervine în favoarea minorității kurde și a dreptului acesteia de a folosi propria limbă. Rodul acestei călătorii îl constituie piesa sa "Mountain Language" ("Limba muntelui", 1988). Pinter s-a declarat adversar deschis al intervenției militare americane și engleze în Irak.
În 1966 obține din partea reginei Angliei distincția de Comander of the Most Excellent Order of the British Empire, iar în anul 2002 este numit Companion of Honour. Printre numeroasele premii literare sunt de menționat: Premiul de Stat al Austriei pentru Literatură Europeană și Premiul Pirandello. În ziua de 13 octombrie 2005 Academia Suedeză din Stockholm îi conferă Premiul Nobel pentru Literatură, motivându-se - printre altele - faptul că "în dramele sale dezvăluie prăpastia ascunsă sub pălăvrăgeala de fiecare zi și forțează pătrunderea în spațiul închis al opresiunii". Reacțiile cronicarilor literari au fost contradictorii: în timp ce renumitul critic german Marcel Reich-Ranicki afirmă că a fost o "decizie bună și nimerită", Denis Scheck consideră această hotărâre a Academiei Suedeze drept "o ofensă pentru literatura mondială", scriitorul, în mare măsură "demodat", "nemaifiind la înălțimea timpului" (Sigrid Löffler), premiul fiind acordat cu întârziere (Harold Pinter a împlinit, la 10 octombrie, 75 de ani).
Harold Pinter este Doctor honoris causa al universităților din Reading, Birmingham, Glasgow și Stirling. Este un pasionat al sportului național englez, jocul de cricket și este președinte al clubului "Gaieties Cricket Club."

## Selecțiuni din opere

### Piese de teatru
- The Room, (1957)
- The Birthday Party, (1958)
- The Hothouse, (1959)
- The Caretaker, (1960)
- The Lover, (1962)
- The Homecoming, (1965)
- Landscape, (1967)
- Old Times, (1970)
- No Man's Land, (1974)
- Betrayal, (1978)
- A Kind of Alaska, (1982)
- Mountain Language, (1988)
- Party Time, (1991)
- Ashes to Ashes, (1996)
- Celebration, (1999)

### Scenarii de film
- The Pumpkin Eater, (1964, cu Rosalind Atkinson și Peter Finch)
- The Quiller Memorandum, (1966, cu Alec Guiness și Senta Berger)
- The Last Tycoon, (1976, cu Robert de Niro, Tony Curtis, Robert Mitchum, Jeanne Moreau și Jack Nicholson)
- The French Lieutenant's Woman, (1981, cu Meryl Streep și Jeremy Irons)
- The Handmaid's Tale, (1990, cu Natasha Richardson și Faye Dunaway)
- The Trial, (1993, după romanul "Procesul" al lui Franz Kafka, cu Anthony Hopkins)

În filmele The Servant (1963), Accident (1967), Turtle Diary (1985) și Mojo (1997) a apărut el însuși ca actor, alături de Dirk Bogarde, Glenda Jackson, Ben Kingsley și alții.

### Proză
- The Black and White, (1955)
- Tea Party, (1963)
- The Coast, (1975)
- Lola, (1977)
- Girls, (1995)
- God's District, (1997)
- Sorry About This, 1999)
- Voices in the Tunnel, (2001)